# Mario Pérez Zúñiga
Mario Pérez Zúñiga (Città del Messico, 17 giugno 1982) è un ex calciatore messicano, di ruolo difensore.

## Carriera

### Nazionale
Tra il 2003 e il 2006 ha giocato 12 partite con la nazionale messicana.